# Современные здания на площади Чжуншань в Даляне

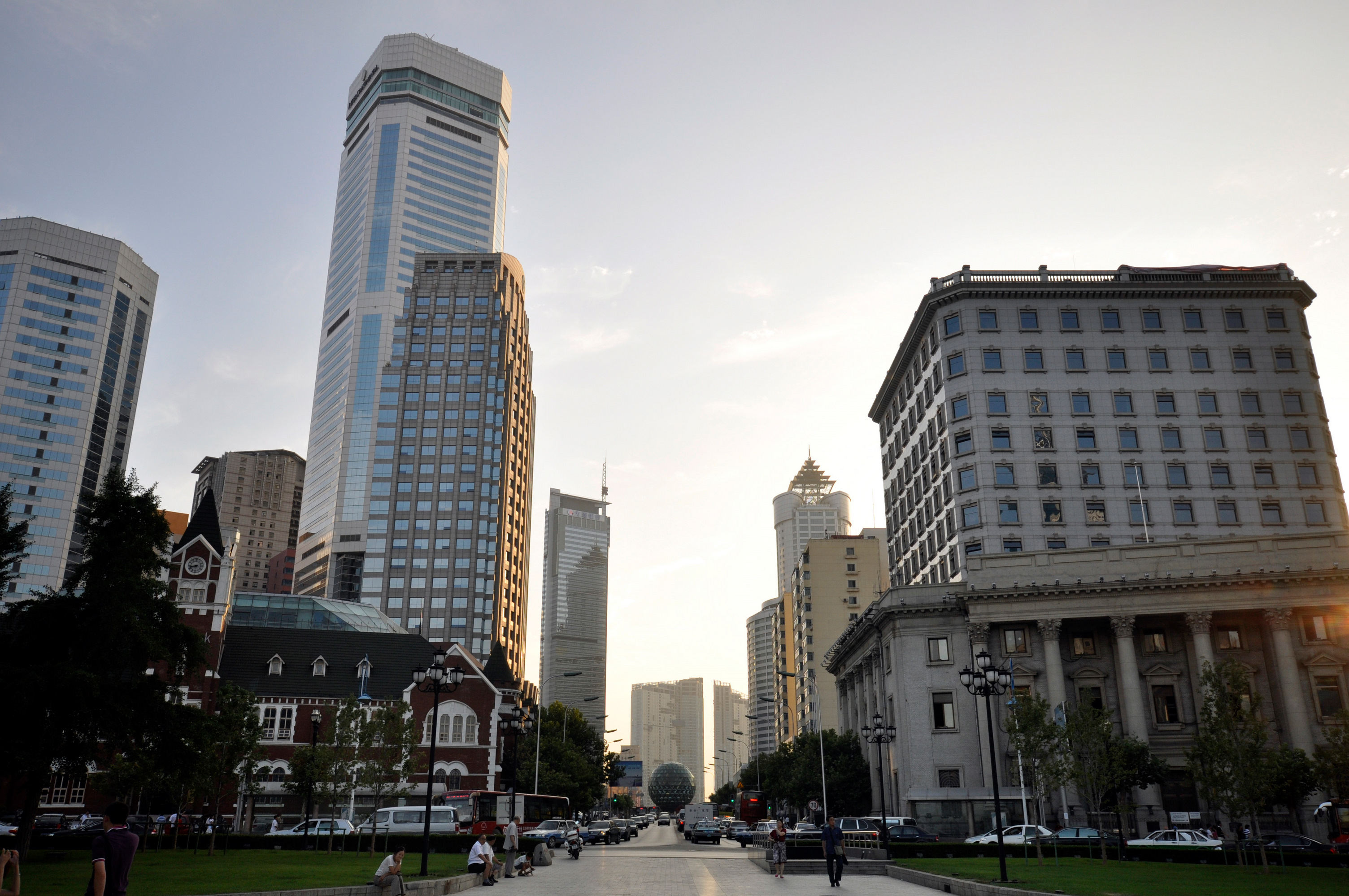
Площадь Чжуншань, Далянь (2009)

Современные здания на площади Чжуншань в Даляне — название объекта культурного наследия, к которому относятся здания на площади Чжуншань в Даляне, провинция Ляонин, Китай, построенные в основном в первой половине XX века, когда Далянь был арендованной территорией Японии.
Эти здания были объявлены «объектами культурного наследия, находящимися под защитой правительства Китая» в 2001 году и «объектами культурного наследия, находящимися под защитой муниципального правительства Даляня» в 2002 году. Виды этого района с современными зданиями первой половины XX века в Китае сравнимы, в меньшем масштабе, с Шанхайской набережной.

## Площадь Чжуншань
Площадь Чжуншань в Даляне изначально была построена русскими как Николаевская площадь (в честь Николая II) в 1898 году. Позже японцы переименовали её в Охироба (яп. 大広場), что означает «большая площадь». После 1945 года она была переименована в площадь Чжуншань в честь Сунь Чжуншаня (также известного как Сунь Ятсен), первого президента Китайской Республики .
Площадь круглая и имеет диаметр 213 метров. Есть десять дорог, которые выходят из площади радиально против часовой стрелки :
- Чжуншань-роуд (кит. 中山路) — запад
- Улица Юйгуан (кит. 玉光街)
- Яньань-роуд (кит. 延安路) — юг
- Улица Цзефан (кит. 解放街)
- Люксун-роуд (кит. 鲁迅路)
- Жэньминь-роуд (кит. 人民路) — восток
- Улица Ции (кит. 七一街)
- Улица Миншэн (кит. 民生街)
- Шанхайская дорога (кит. 上海路) — север
- Улица Минкан (кит. 民康街)

## Здания
На площади Чжуншань сейчас десять зданий. Начиная со дома № 1 по площади Чжуншань, с северной стороны, с названиями нынешних владельцев, против часовой стрелки:

### Промышленно-коммерческий банк Китая № 1

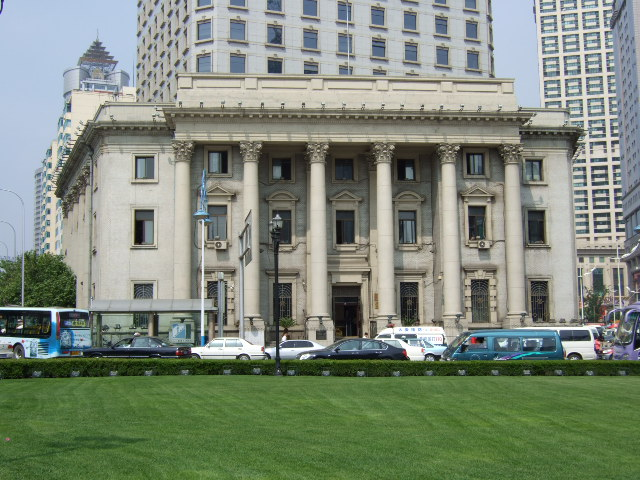
Даляньский филиал Промышленно-торгового банка Китая был построен в 1920 году как Банк Кореи.

Здание в стиле архитектуры Возрождения с коринфскими колоннами на фасаде (площади Чжуншань, 1), между улицами Минкан и улицей Чжуншань, теперь является филиалом Промышленно-коммерческого банка Китая на площади Чжуншань (кит. 中国工商银行中山广场支行).

Оно было построено в декабре 1920 года как филиал Банка Кореи в Даляне (яп. 朝鮮銀行). Архитектор Ёсихэй Накамура (яп. 中村與資平), проживающий в то время в Корее, проектировал здание штаб-квартиры этого банка.

### Ситибанк

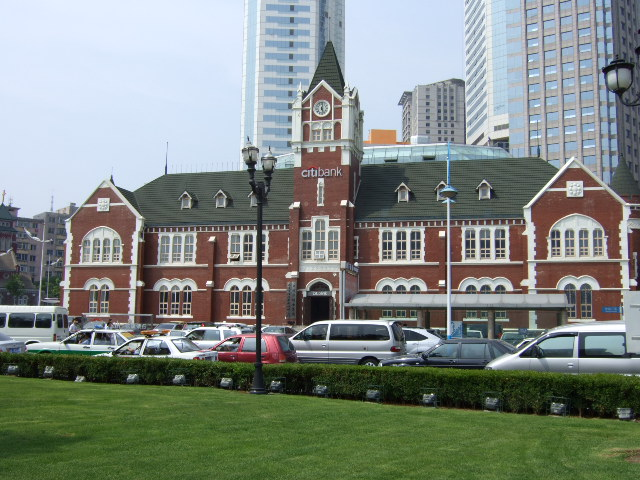
Citibank's Dalian Branch used to be Dalian Police Station, built in 1908.

Дом № 2 по площади Чжуншань, между улицей Чжуншань и улицей Юйгуан, в настоящее время используется в качестве филиала Ситибанка в Даляне и других офисов.

Он был построен в 1908 году как полицейский участок Даляня (яп. 大連民政署), в котором была полиции, так и о регистрации жителей. Это старейшее здание на площади было спроектировано командой под руководством Сёина Маэды (яп. 前田松韻) Квантунского правительства, который позже был приглашен стать профессором Токийской высшей технологической школы, предшественницы Токийского технологического института.

### Даляньское финансовое здание

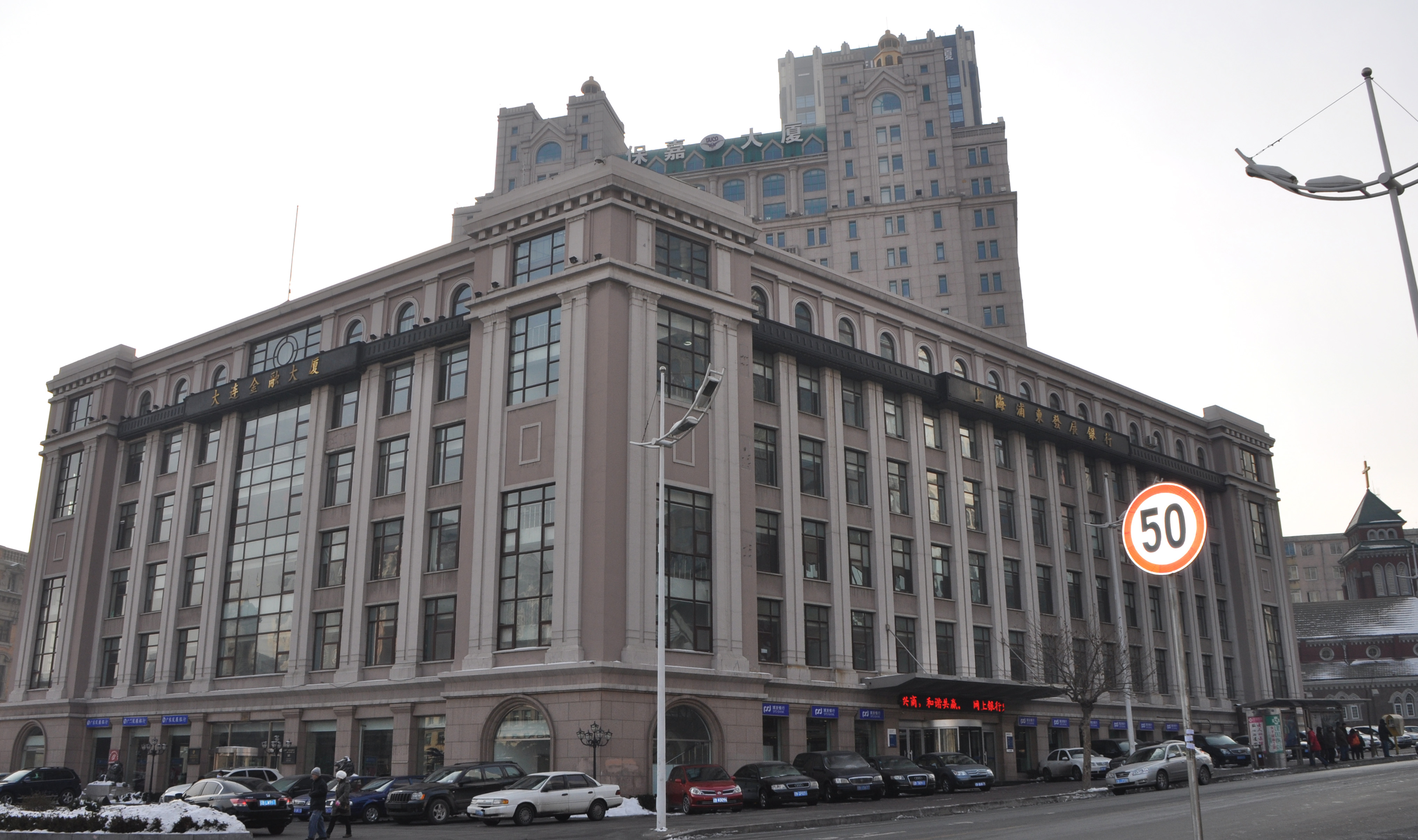
Финансовое здание Даляня, построенное в 2000 году, является новейшим дополнением к зданиям на площади Чжуншань.

Новое здание постмодернистской архитектуры на площади Чжуншань № 3, между улицами Юйгуан и Яньань-роуд, представляет собой Даляньское финансовое здание (кит. 大连金融大厦), построенное в 2000 году. С 2001 года оно было занято филиалом Шанхайского банка развития Пудун в Даляне с правой стороны (на улице Юйгуан) и филиалом Даляньского банка развития Гуандун с левой стороны (на Яньань-роуд).
На этом месте стояло здание Генерального консульства Великобритании, построенное в 1914 г. (архитектор: Х. Асхед). Оно было снесено в 1995 году.

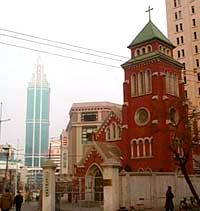
Церковь на улице Юйгуан была бывшей англиканской церковью, построенной в 1928 году.

#### Примечание 1
Рядом с офисом Генерального консульства со стороны улицы Юйгуан (улица Юйгуан, № 2) стояла Даляньская англиканская церковь, чье здание из красного кирпича второго поколения, построенное в 1928 году совместными усилиями Англиканской церкви и Японской англиканской церкви, до сих пор находится там, использовавшаяся как церковь на улице Юйгуан .

### Отель Далянь

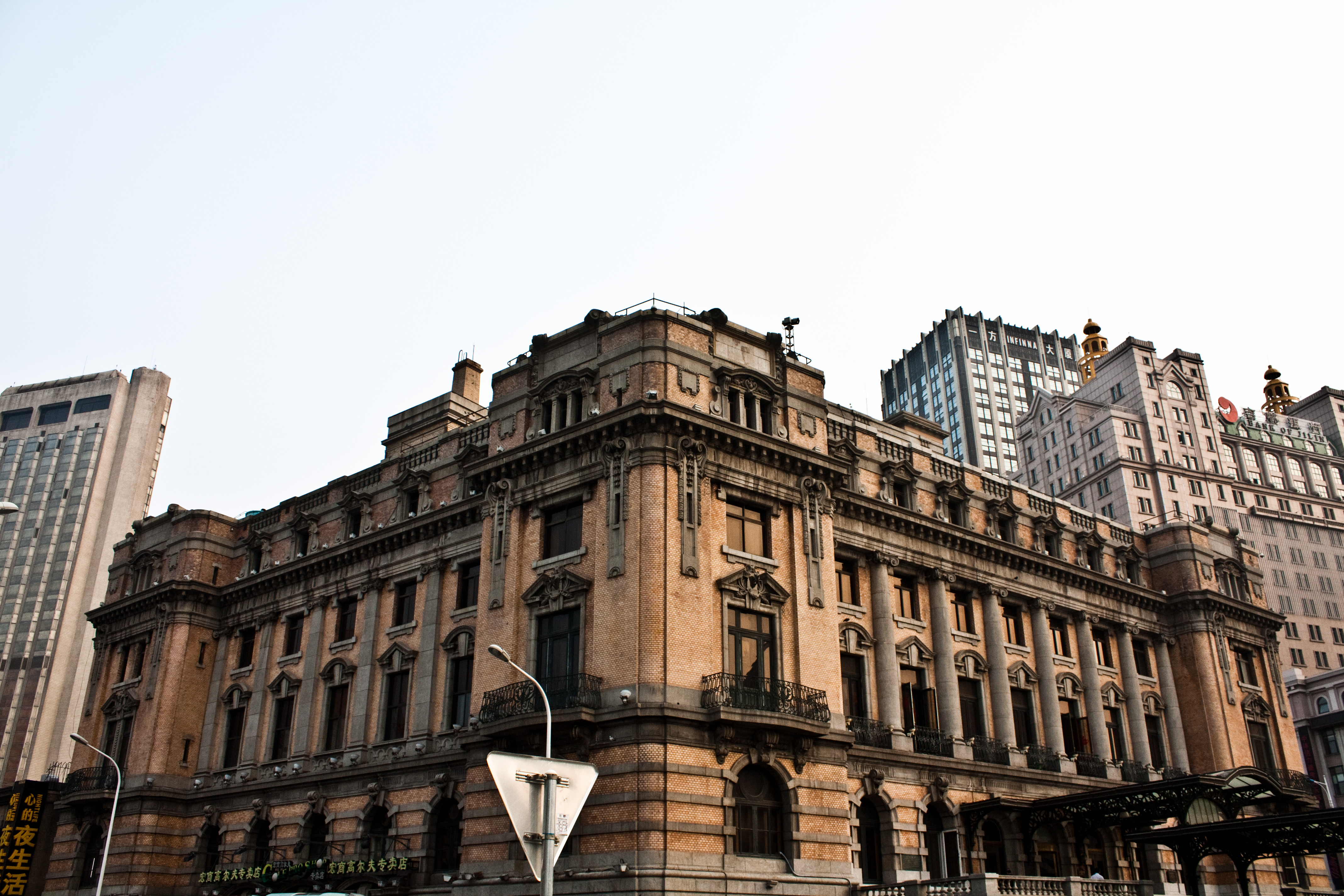
Отель Dalian раньше назывался Dalian Yamato Hotel, построенный в 1914 году.

Четырехэтажное здание архитектуры эпохи Возрождения с ионическими колоннами на площади Чжуншань № 4, между улицей Яньань и улицей Цзефан, теперь является гостиницей Далянь.

Он был построен в 1914 году как отель Далянь Ямато (яп. ヤマト旅館 или кит. 大和旅馆), принадлежащий Южно-Маньчжурской железной дороге.

### Промышленно-коммерческий банк Китая № 2

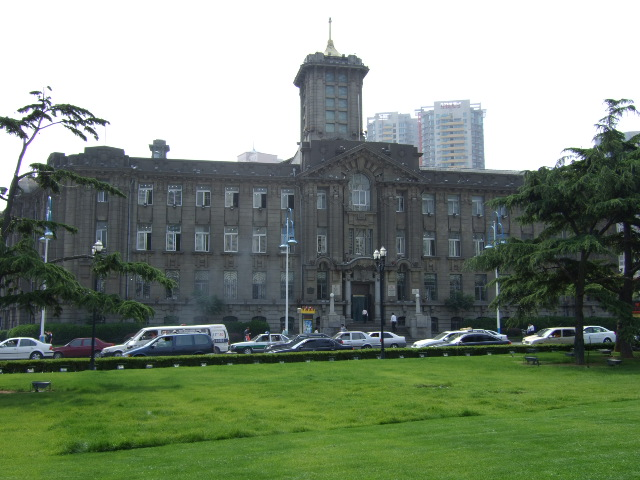
Этот филиал Промышленно-коммерческого банка Китая в Даляне, построенный в 1919 году, раньше назывался Даляньской ратушей.

Здание на площади Чжуншань № 5, между улицами Цзефан и Лусун-роуд, в настоящее время является филиалом Промышленно-коммерческого банка Китая в Даляне (кит. 中国工商银行大连分行).

Он был построен в 1919 году как ратуша Даляня (яп. 大連市役所) и был разработан командой, возглавляемой Сигэмицу Мацумуро (по- яп. 松室重光) Квантунского правительства.

### Банк Коммуникаций

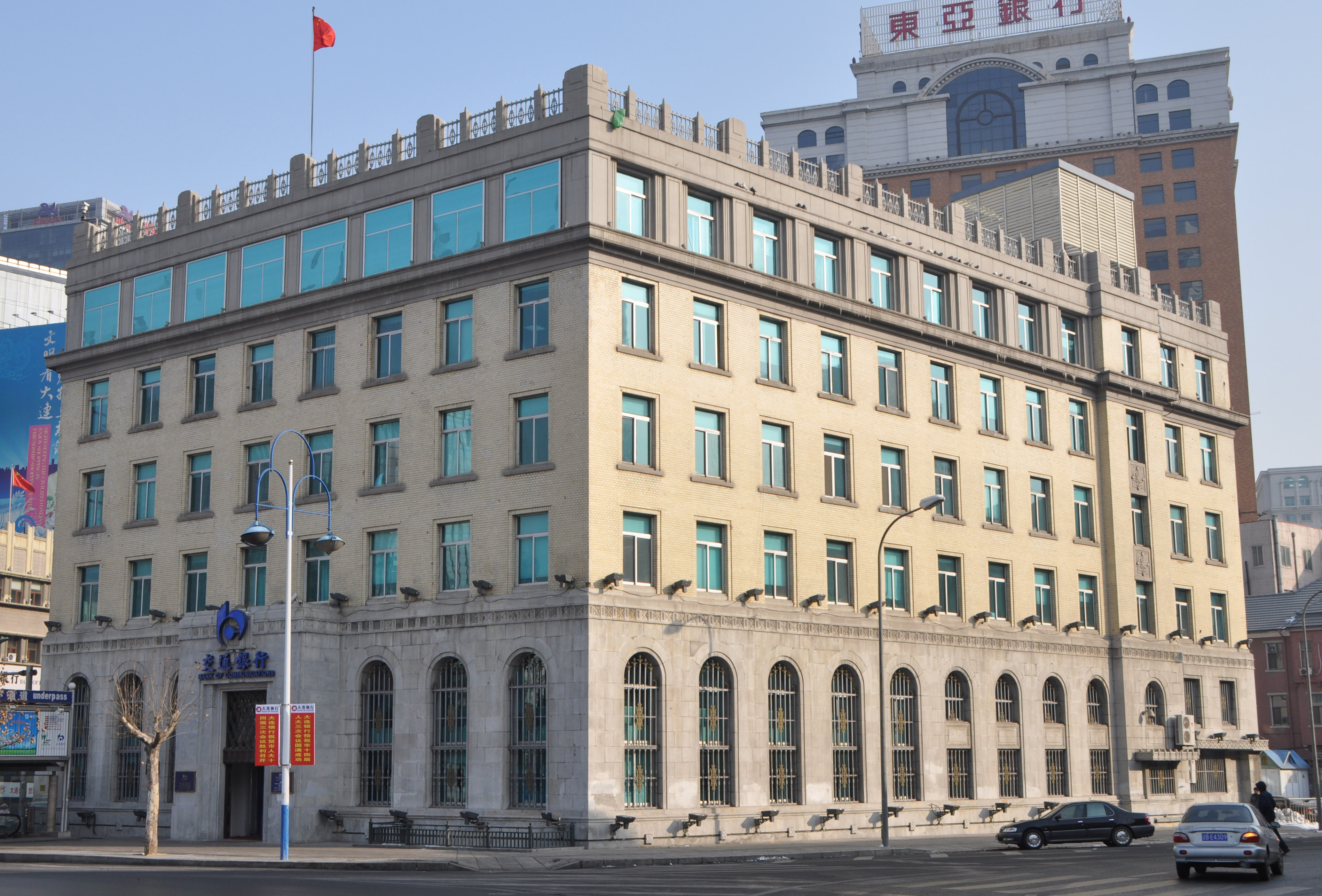
Даляньский филиал Банка коммуникаций раньше был Даляньским филиалом Orient Development Company

Здание в стиле ар-деко на площади Чжуншань № 6, между улицами Луксунь и Жэньминь, теперь является филиалом Bank of Communications в Даляне.

Он был построен в 1936 году по проекту Сюити Мунэтака как Даляньский филиал компании Oriental Development Company (яп. 東洋拓殖), японскоего государственного предприятия, имевшего филиалы в Корее и Китае.

### Китайский банк CITIC

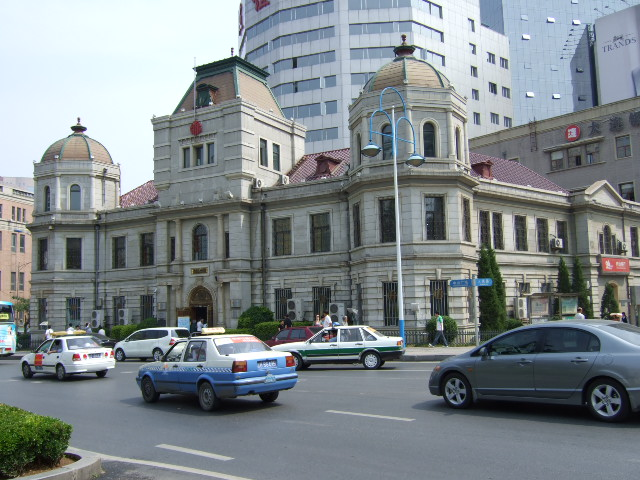
Даляньское отделение China CITIC Bank раньше было Даляньским отделением Daqing Bank.

Здание архитектуры эпохи Возрождения во французском стиле на площади Чжуншань № 7, между улицей Жэньминь и улицей Ции, теперь является China CITIC Bank (кит. 中信银行).
Он был построен в 1910 году как Даляньский филиал Дацинского банка (кит. 大清银行).

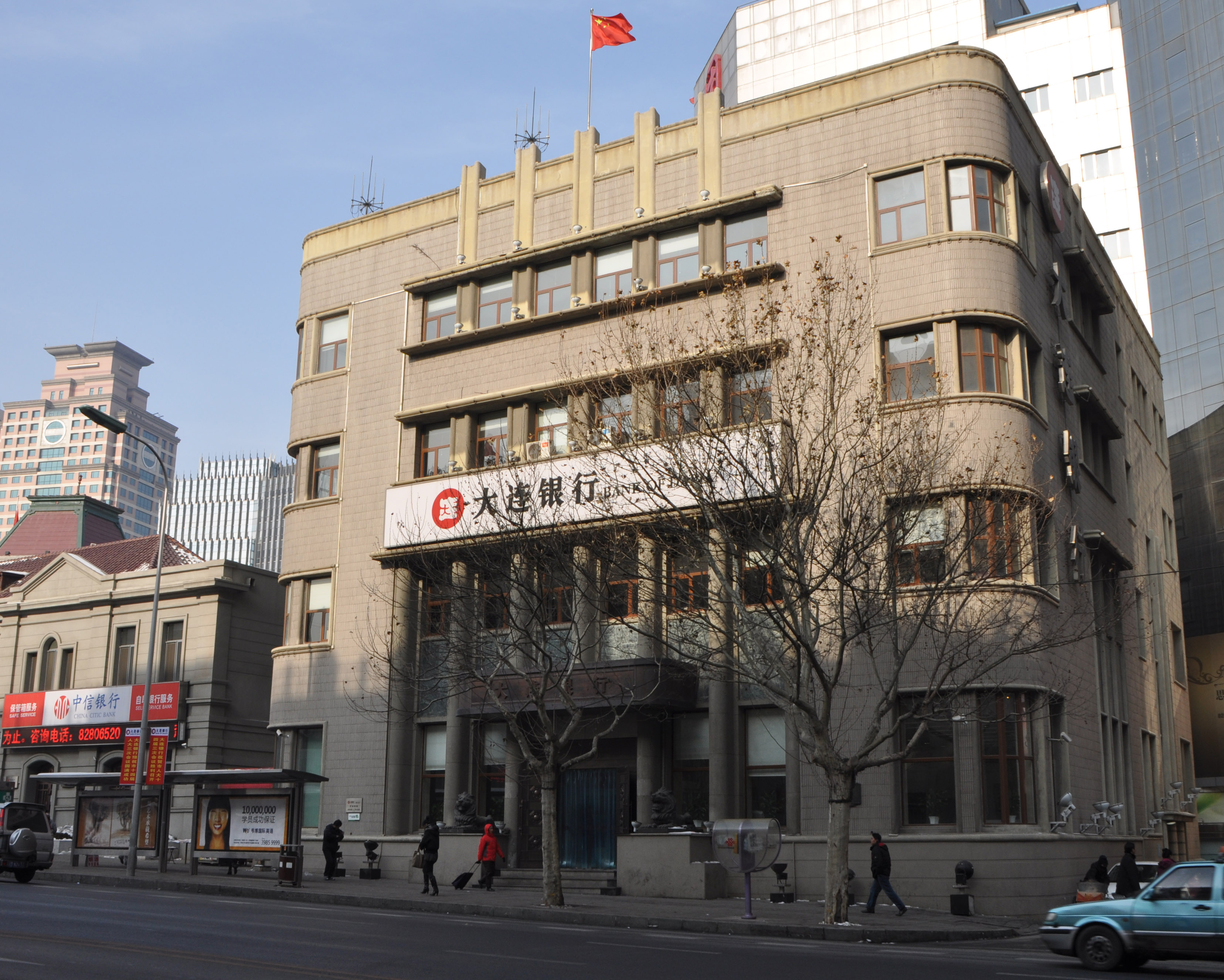
Банк Даляня — Филиал на площади Чжуншань

#### Примечание 2
Рядом с этим зданием со стороны Жэньминь-роуд (Жэньминь-роуд № 6) находится отделение банка Далянь на площади Чжуншань (кит. 大连银行). Раньше это был Даляньский филиал Банка Тайваня (яп. 台湾銀行); построено в 1910 году.

### Даляньский народный дом культуры

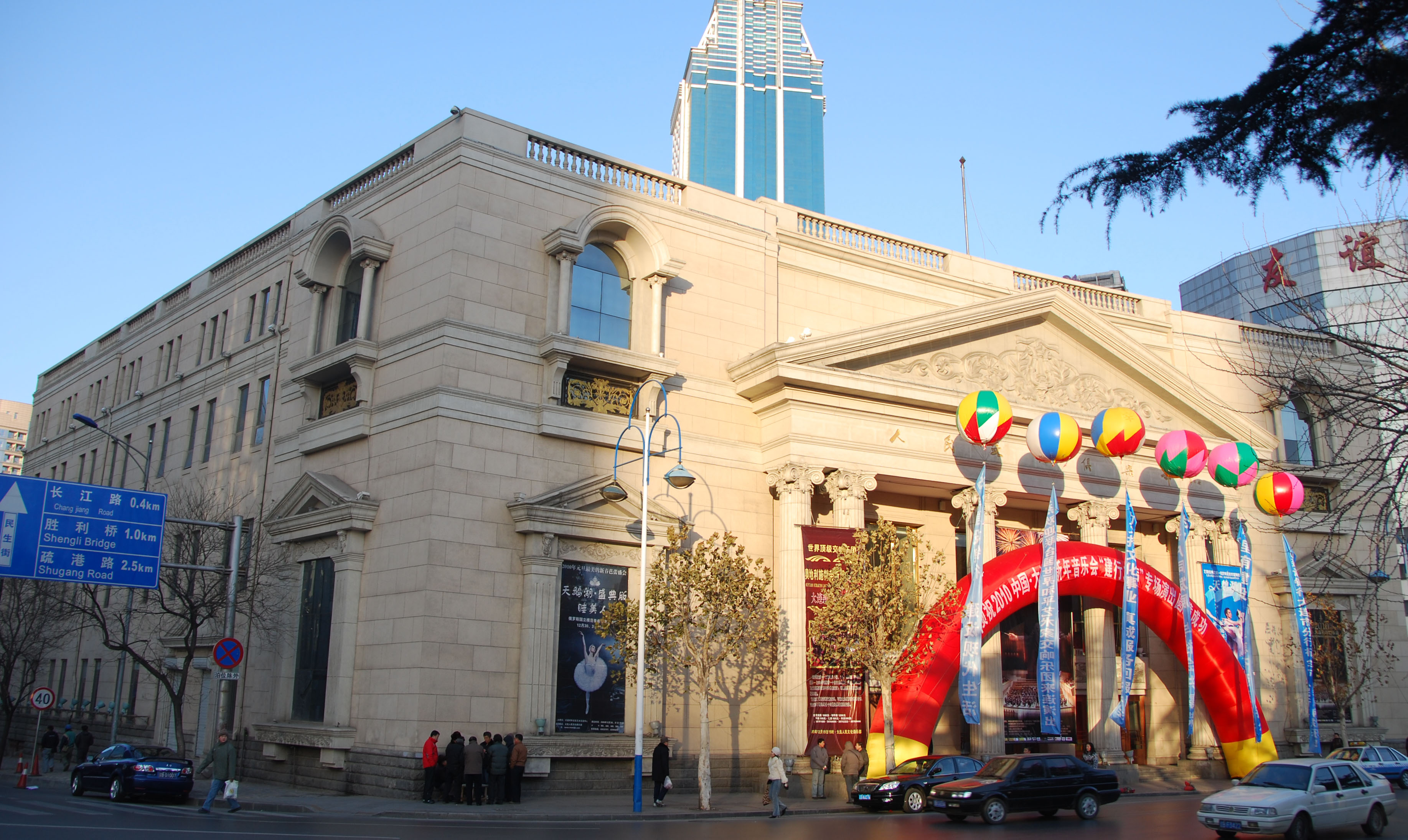
Даляньский клуб народной культуры, построенный в 1951 году по проекту советского коллектива.

Здание на площади Чжуншань № 8, между улицами Ции и Миншэн, представляет собой Даляньский народный дом культуры (кит. 大连文化俱乐部), построенный в 1951 году коллективом советских архитекторов под руководством белорусского инженера. Это был центр музыки и других культурных мероприятий для жителей Даляни.

### Банк Китая

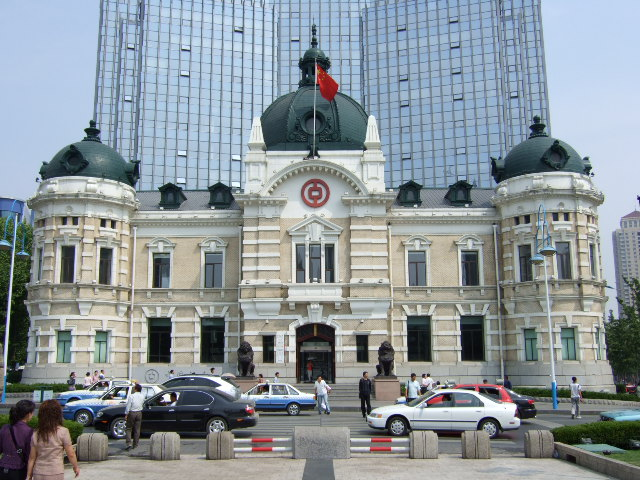
Даляньский филиал Банка Китая

Красочное здание на площади Чжуншань № 9, между улицами Миншэн и Шанхай-роуд, теперь является филиалом Банка Китая в Даляне, вместе с новым главным зданием на задней стороне, пристроенным в 2005 году, где в основном проводятся банковские операции.

Оно было построено в 1909 году как филиал Yokohama Specie Bank в Даляне (яп. 横浜正金銀行), спроектированное Цумаки Ёринакой (яп. 妻木頼黄) и его учеником Сатоси Ота (яп. 太田毅). Оно использовалось Дальневосточным банком Советского Союза с 1945 по 1955 год. Интерьер здания был кардинально изменен во время реконструкции 2005 года.

### Почтовое отделение Даляня

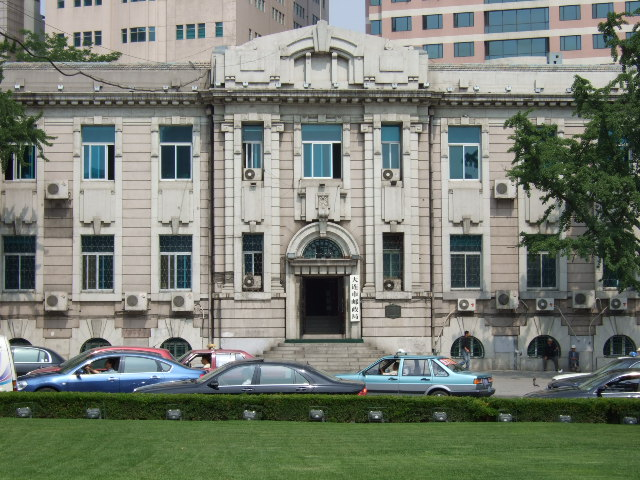
Почта Даляня

Здание на площади Чжуншань № 10, между Шанхайской улицей и улицей Минкан, в настоящее время используется как часть почтового отделения Даляня, главный офис которого находится на улице Чанцзян, напротив железнодорожного вокзала Даляня.

Оно было построено в декабре 1917 года как Квантунское бюро связи (яп. 关东逓信局) и было спроектировано группой во главе с Сигэмицу Мацумуро из Квантунского правительства.

## Защита со стороны государства и местных органов власти
Все эти здания, кроме Dalian Financial Building и зданий, описанных в примечаниях, были объявлены в 2001 году:
- Крупнейший объект, охраняемый на национальном уровне

Все здания были обозначены в 2002 году:
- «Здания наследия, находящиеся под защитой муниципального правительства Даляня» (на кит. 大连市重点保护建筑)